# Чавес, Мигель (хоккеист на траве)
Мигель Чавес Санчес (исп. Miguel Chaves Sánchez, кат. Miquel Chaves i Sánchez, 10 февраля 1955, Барселона, Испания) — испанский хоккеист (хоккей на траве), полевой игрок. Серебряный призёр летних Олимпийских игр 1980 года.

## Биография
Мигель Чавес родился 10 февраля 1955 года в Барселоне.
Занимался хоккеем на траве в «Сан-Кугате». Выступал за «Барселону», «Атлетик» из Таррасы и «Поло» из Барселоны.
В 1979 году в составе сборной Испании завоевал серебряную медаль хоккейного турнира Средиземноморских игр в Сплите.
В 1980 году вошёл в состав сборной Испании по хоккею на траве на летних Олимпийских играх в Москве и завоевал серебряную медаль. Играл в поле, провёл 6 матчей, забил 4 мяча (два в ворота сборной Кубы, по одному — Танзании и Польше).